# Kourmanghazy Saghyrbaïouly
Kourmanghazy Saghyrbaïouly (kazakh : Құрманғазы Сағырбайұлы ; russe : Курмангазы Сагырбаев, Kourmangazy Sagyrbaïev ), né en 1823 dans l'actuel district de Bokey Orda et mort en 1896 à Astrakhan, est un compositeur, instrumentiste et artiste populaire kazakh.

## Héritage
Son image a été utilisée sur des billets de banque de cinq tengués en 1993 et sur un timbre kazakh en 1998.